# Akiko Yosano
Akiko Yosano (与謝野 晶子 Yosano Akiko?,  Sakai, Osaka, 7 de diciembre de 1878 - Tokio, 29 de mayo de 1942) fue una escritora y poetisa japonesa, cuya carrera fue desarrollada entre la era Meiji y la era Taishō. Su nombre de nacimiento era Shō Hō (鳳 志よう Hō Shō?). Yosano también se destacó como pionera en el feminismo, el pacifismo y la reforma social. Se le considera como una de las más famosas y controvertidas poetisas de la literatura moderna de Japón.

## Vida y carrera

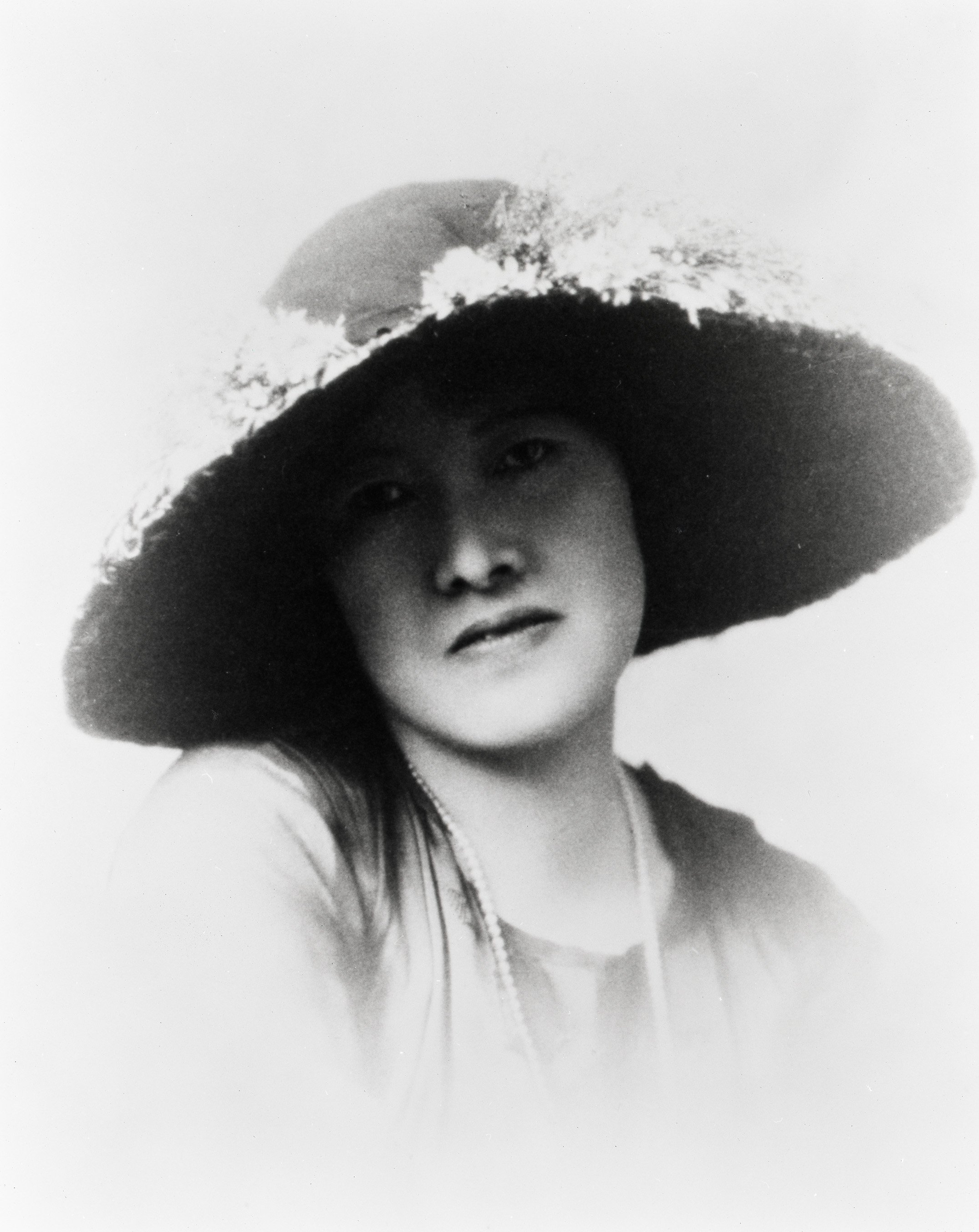
Fotografía de Akiko Yosano vistiendo ropa occidental.

Yosano nació el 7 de diciembre de 1878 en Sakai, municipio cercano a la ciudad de Osaka, en el seno de una próspera familia mercantil. Desde los once años pasó a ser el miembro de la familia responsable de dirigir el negocio familiar, el cual producía y vendía yōkan, un postre a base de gelatina hecho con anko, agar-agar y azúcar. Desde una edad temprana, Yosano disfrutaba de leer obras que sacaba de la extensa biblioteca de su padre. Durante la escuela secundaria, se subscribió a la revista de poesía Myōjō (cuya traducción sería estrella brillante), de la cual también se convirtió en una destacada colaboradora. El editor de Myōjō y futuro esposo de Yosano, Tekkan Yosano, le enseñó a componer poesía tanka.
A pesar de que Tekkan ya tenía una esposa, él y Akiko se enamoraron y este decidió divorciarse de su primera esposa. Los dos poetas comenzaron una nueva vida juntos en un suburbio de Tokio y se casaron en 1901. Yosano dio a luz a un total de trece hijos, de los cuales once llegaron a la edad adulta. El político japonés Kaoru Yosano es uno de sus nietos.
Desempeñó un papel preponderante en el mundo literario de la época e introdujo la antigua tanka en el mundo poético moderno, así como el uso de palabras chinas en la poesía japonesa. Su Midare-gami se publicó en 1901, cantos de amor ilimitado e incondicional por su marido. Al mismo tiempo escribía ensayos contra la opresión y en defensa de los derechos de la mujer japonesa. Yosano Akiko falleció a causa de una apoplejía, en plena Segunda Guerra Mundial, por lo que la noticia de su muerte pasó desapercibida. En las décadas siguiente su obra fue olvidada por los lectores y los críticos, pero en años recientes su figura y estilo fueron tomando nueva notoriedad.

## Obra
Su obra traducida al español es la siguiente:
1. Fragmentos de Nubes, traducción de Masako Kano y Mariana Alonso, también el caracol.[6]
2. El vuelo del ave fénix, traducción de Teresa Herrero y José Ma. Bermejo, Satori Ediciones, publicado en la Colección Poética.[7]
3. Desde París, traducción de Teresa Herrero y Rumi Sato, Satori Ediciones, publicado en la Colección Maestros de la literatura japonesa.[8]
4. Tú no conoces ni mi tristeza sin fin, traducción de Marcela Chandía. Abducción Editorial.